# Pireneusi zerge
A pireneusi zerge (Rupicapra pyrenaica) az emlősök (Mammalia) osztályának párosujjú patások (Artiodactyla) rendjébe, ezen belül a tülkösszarvúak (Bovidae) családjába és a kecskeformák (Caprinae) alcsaládjába tartozó faj.
A zerge (Rupricapra rupricapra) legközelebbi rokona; korábban eme állat alfajának számított Rupicapra rupicapra pyrenaica név alatt.

## Előfordulása
A pireneusi zerge előfordulási területe magába foglalja a Spanyolországhoz tartozó Kantábriát, a Pireneusok déli oldalait, beleértve Franciaország déli határvidékét, valamint Olaszország déli és középső részeit. 2021-ben világszerte 50 000 példányáról tudnak a szakértők.

## Alfajai
Jelenleg 3 elismert alfaja van:
- abruzzói zerge (Rupicapra pyrenaica ornata) Neumann, 1899 - kihalással fenyegetett alfaj. Kizárólag Olaszország déli és középső részein található meg, ilyen hely az Abruzzói Nemzeti Park is. Ottani populációja nem éri el a 300 egyedet, bár az stabilnak mondható. A faj megőrzése érdekében egyes egyedeket európai állatkertekben is tartanak.
- kantábriai pireneusi zerge (Rupicapra pyrenaica parva) (Cabrera, 1914) - Spanyolországban endemikus.
- igazi pireneusi zerge (Rupicapra pyrenaica pyrenaica) (Bonaparte, 1845) - a Pireneusokban fordul elő, főleg Spanyolország északi részén, de a francia határon és Andorrában is. Egyedszámát 2002-ben mintegy 25 000 egyedre becsülték, de az egyedszám változásairól nincsenek információk.

## Megjelenése
Nagyon hasonlít a zergéhez, szőrzete valamivel vörösebb annál, a nyakán és a hasán levő fehér folt pedig kiterjedtebb. Körülbelül 80 centiméteres marmagasságú. Mindkét nemnek van szarva, amely hátrafelé hajlik és elérheti a 20 centimétert is.

## Életmódja
Akár 3000 méteres tengerszint feletti magasságban is megtalálható; ahol főleg perjefélékkel táplálkozik, de étrendjét kiegészíti zuzmókkal és rügyekkel.

## Szaporodása
A vemhesség átlagosan 23-24 hétig tart, ennek végén 1 gida jön világra.

## Képek

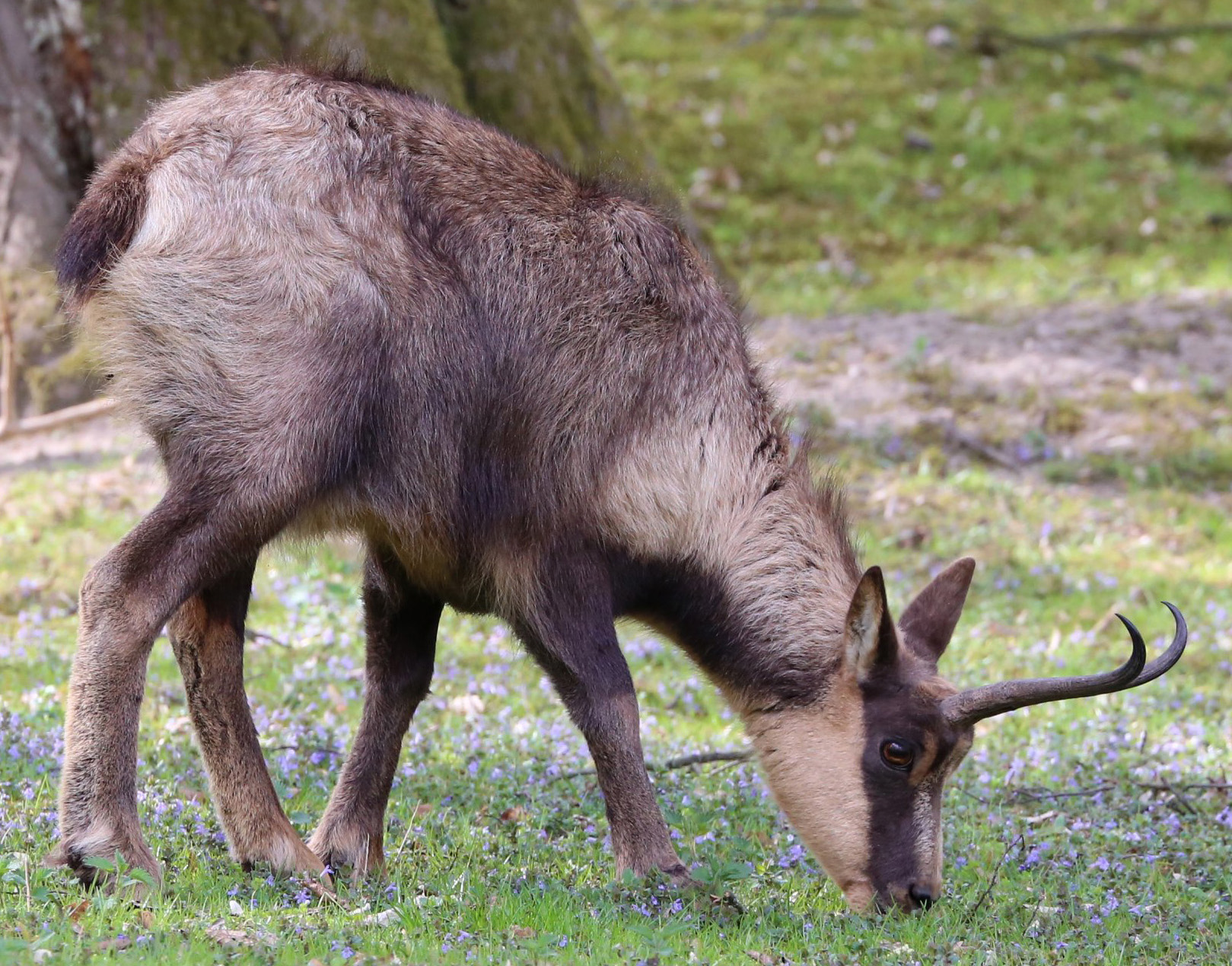
Rupicapra pyrenaica ornata
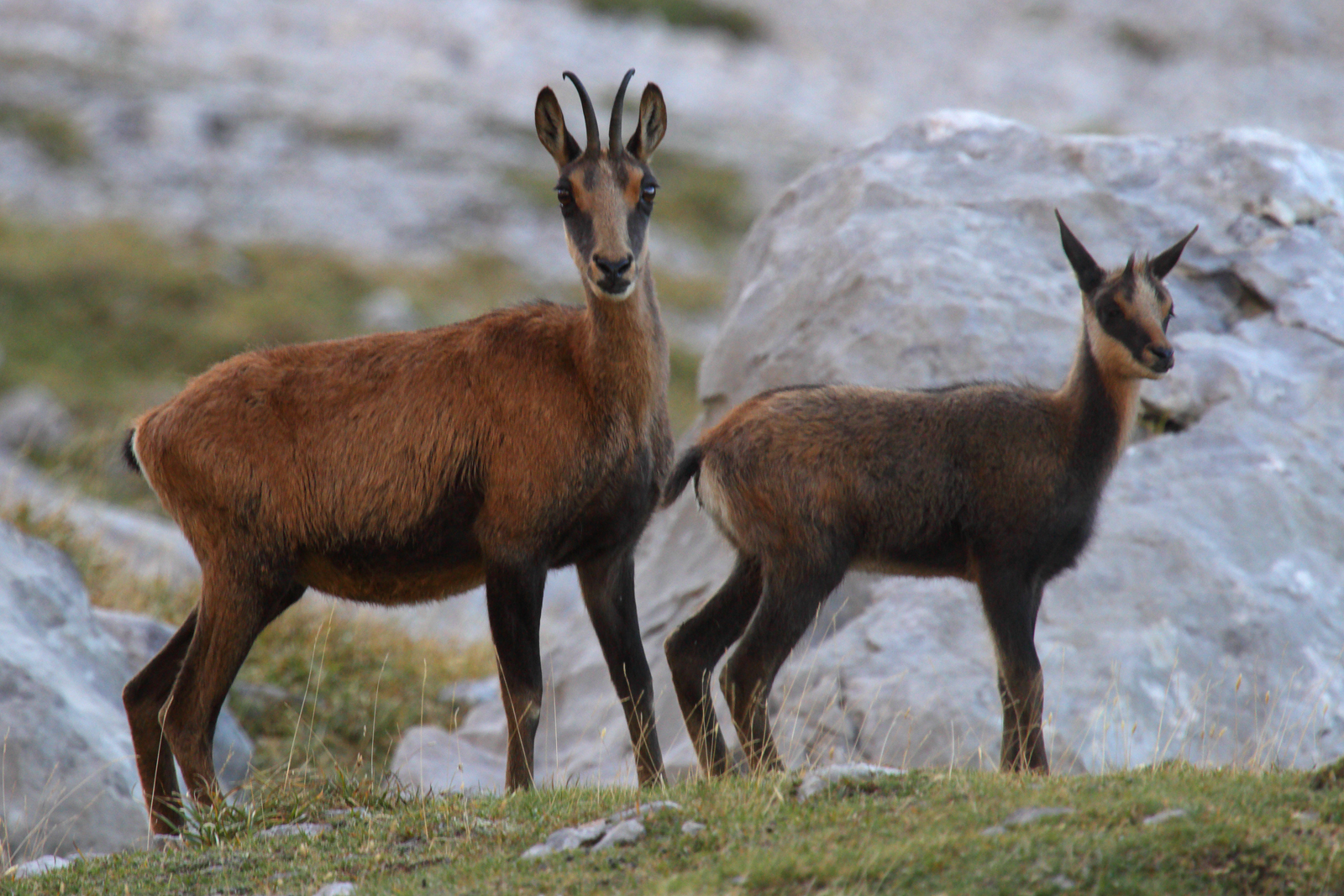
Rupicapra pyrenaica parva
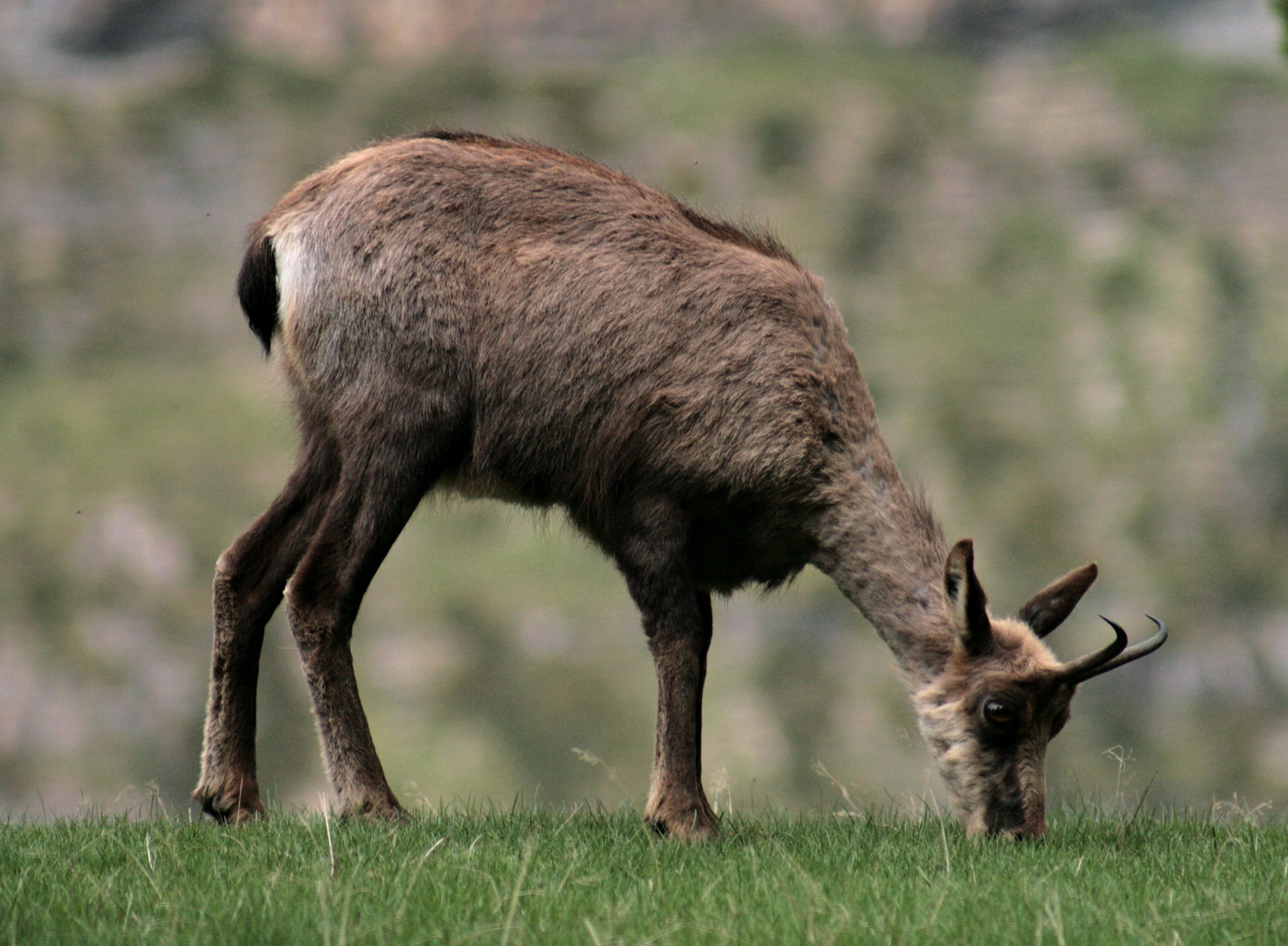
Rupicapra pyrenaica pyrenaica

### Fordítás
- Ez a szócikk részben vagy egészben  a   Pyrenean chamois című angol Wikipédia-szócikk ezen változatának fordításán alapul.  Az eredeti cikk szerkesztőit annak laptörténete sorolja fel. Ez a jelzés csupán a megfogalmazás eredetét és a szerzői jogokat jelzi, nem szolgál a cikkben szereplő információk forrásmegjelöléseként.